# Обратно к яйцу (телешоу)
Back to the Egg (рус. Обратно к яйцу) — телефильм, включающий видеоклипы на песни из альбома Back to the Egg группы Wings, организованной и руководимой Полом Маккартни. Впервые был показан по телеканалу BBC1 10 июня 1981, два года спустя после выпуска альбома. Два видеоклипа из включённых в телефильм («Goodnight Tonight» и «Baby’s Request») были выпущены на DVD Годы Маккартни в 2007, но весь телефильм в его оригинальном виде до сих пор на DVD не выпущен.

## Песни
Автор всех песен — Пол Маккартни, кроме указанных особо.
- «Getting Closer»
- «Baby’s Request»
- «Old Siam, Sir»
- «Winter Rose/Love Awake»
- «Spin It On»
- «Again and Again and again» (Денни Лэйн)
- «Arrow Through Me»
- «Goodnight Tonight»

## Музыканты Wings
- Пол Маккартни
- Денни Лэйн
- Линда Маккартни
- Лоренс Жубер (Laurence Juber)
- Стив Холли (Steve Holly)